# Aluma exigua
Aluma exigua är en insektsart som beskrevs av Melichar 1915. Aluma exigua ingår i släktet Aluma och familjen Lophopidae. Inga underarter finns listade i Catalogue of Life.